# آدا كريستن
آدا كريستن (بالألمانية: Ada Christen)‏ (6 مارس 1839، فيينا في النمسا - 19 مايو 1901 في النمسا)؛ كاتِبة وشاعرة نمساوية.

## روابط خارجية
- آدا كريستن على موقع ميوزك برينز (الإنجليزية)
- آدا كريستن على موقع ديسكوغز (الإنجليزية)